# Virgen Dolorosa (Medina de Rioseco)
La Virgen Dolorosa es una obra realizada hacia 1720 y atribuida a Tomás de Sierra. Procesionada el Jueves Santo, la imagen está ubicada en el Museo de Semana Santa de Medina de Rioseco, en Valladolid (Castilla y León, España).

## Historia

### Talla

#### Autoría
Atribución a Juan de Juni
Desde hace décadas existe cierta controversia entre la Virgen de las Angustias de Valladolid, obra de Juan de Juni hacia 1561, y la Virgen Dolorosa venerada en Medina de Rioseco, todo ello con origen en un artículo de La Voz Católica de Valladolid aparecido a finales del siglo xix; este texto se hacía eco de un trabajo publicado en La Crónica de Campos donde se afirmaba que la Virgen vallisoletana había tenido como clientes iniciales a los riosecanos, quienes supuestamente la habrían rechazado debido al gran tamaño de su pie derecho, motivo por el que la imagen sería apodada la «zapatona» o «zapatuda». De acuerdo con esta tradición, de la que existieron a su vez variantes que situaban el rechazo de la obra vallisoletana en Boecillo (según Matías Sangrador y Vitores) y Tudela de Duero (según Juan Ortega Rubio), tras darse cuenta del error que habían cometido al desestimar la pieza los riosecanos habrían pleiteado para recuperarla; Juni, con el fin de terminar el conflicto, habría tallado una réplica expresamente para Medina de Rioseco.: 55–56  Juan Agapito y Revilla descalificó la historia del rechazo de la Virgen vallisoletana en la revista Guía de Semana Santa de Medina de Rioseco (1926), donde publicó un artículo titulado «La Dolorosa de Rioseco, modelo de la Virgen de los Cuchillos de Valladolid»; argumentando que el relato carecía de cualquier «viso de veracidad», Agapito y Revilla trató de demostrar la falsedad del mismo basándose en una lectura no adecuada de un temprano testamento de Juni redactado en Salamanca y fechado el 26 de octubre de 1540.: 55–56  En este documento, elaborado por el escultor ante una probable muerte inminente debido a una enfermedad que padecía en aquel entonces, Juni solicitaba ser enterrado en la Iglesia de San Mateo, donde tenía sepultura en propiedad, siendo la tercera cláusula la que hizo a Agapito y Revilla atribuir erróneamente la Virgen Dolorosa al artista borgoñón:

Item digo e declaro que yo tenía en la villa de medina de Ryoseco una quinta angustia de bulto pintada e todo aparejo della y el obispo de mondoñedo me la pidio e yo dexe mandado en medina de Rioseco a donde estaba que embiado por ella el dicho obispo de mondoñedo que se la diere y no se si la a hecho llevar sy la a llevado e tiene mando que se cobre del lo que tasaren que vale por oficiales del oficio porque no fue fecho precio della e que se pague a la muger de martin de fonseca lo que declaren que meresce por la pintura de la dicha ymagen de la quinta angustia porque me la pinto e yo non ge ña e pagado y de lo que tasaren que meresçe la pintura de la dicha imagen mando que saque quatro ducados de la dicha muger de martin de fonseca me debe quel dicho su marido me devia e yo tambien a el le devia la pintura de la dicha ymagen.

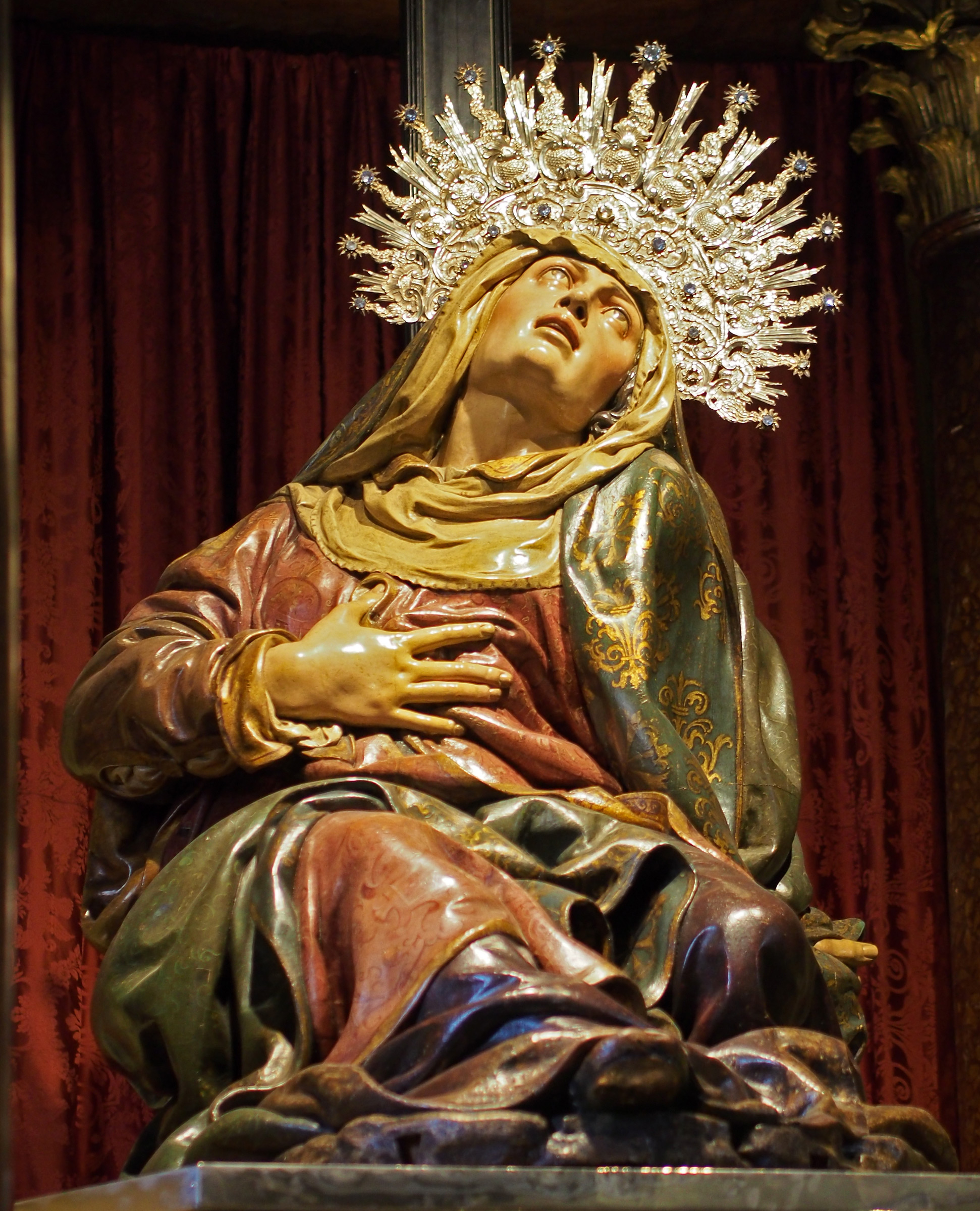
Virgen de las Angustias (c. 1561), por Juan de Juni. Iglesia de Nuestra Señora de las Angustias de Valladolid.

Agapito y Revilla cometió el error de identificar la Virgen Dolorosa con la «quinta angustia» que figura en el documento, en el que destaca la mención al pintor de la imagen, Martín de Fonseca, valioso colaborador del tallista que moriría supuestamente en Rioseco; debido a que Juni no policromaba sus tallas, solía buscar buenos profesionales con el fin de que la calidad artística de sus obras no se viese mermada. Esta confusión llevó a creer equivocadamente que la Virgen de Rioseco había sido comprada por el obispo de Mondoñedo Antonio de Guevara, cuya relevancia a nivel social resulta significativa puesto que además de obispo fue uno de los negociadores reales en la Guerra de las Comunidades así como hombre de confianza del IV almirante de Castilla Fadrique Enríquez, siendo a su vez cronista oficial de Carlos I, director del Convento de San Francisco de Rioseco y superior electo del Convento de San Francisco de Valladolid. Su condición de hombre de confianza del almirante Enríquez llevó erróneamente a pensar que la primera referencia documental de la Virgen Dolorosa se hallaba en el contrato para la hechura del retablo de la Colegiata de Santa María la Mayor de Toro, encargo del cardenal Juan Pardo de Tavera al pintor Lorenzo de Ávila en 1537, donde consta que la obra «a de llevar un crucifixo de bulto de cinco pies hecho de mano de Juan de Juny ymaginero vecino de la ciudad de Leon que obra aora en medina de Rioseco al señor Almirante ciertas ymagenes de bulto»; ese mismo año Fadrique Enríquez mandó buscar a Juni en León para que ejecutase varias obras con destino al Convento de San Francisco de Medina de Rioseco, siendo estas los grupos escultóricos en barro cocido de San Jerónimo y el Martirio de San Sebastián: 27  (desde 1537 Juni poseía un taller en la Plaza del Matadero, hoy Plaza de la Solidaridad, el cual no desatendería hasta su muerte pese a contar con otro taller en Valladolid para poder atender los numerosos encargos que recibía). Guevara adquirió la «quinta angustia» por un precio elevado y la regaló a la Cofradía de la Vera Cruz, fundada hacia 1538 en la Capilla de la Quinta Angustia o de la Cruz, sita en el convento riosecano. El obispo solicitó a su vez al escultor la hechura de un retablo donde se veneraría la obra hasta que en 1592 Juan de Hermoso edificó la capilla de la cofradía además de un patio de comedias (actualmente un teatro) y un hospital llamado «de la Caridad» en la calle de la Doctrina. Con respecto a la Virgen Dolorosa, lo que sí se sabe con certeza es que fue tallada para la Cofradía de la Vera Cruz y, por lo tanto, custodiada en la capilla de la hermandad al igual que la «quinta angustia» hasta que fue conducida a la Iglesia de Santiago Apóstol con motivo de la desamortización a mediados del siglo xix, conservándose hoy en día en el Museo de Semana Santa de Medina de Rioseco.: 56 
En cuanto a Juni, tras abandonar Salamanca viajaría a Valladolid, donde viviría hasta su muerte en la calle Spiritu Santo. El cabildo de la Iglesia de Santa María La Antigua contrató con el entallador el 12 de febrero de 1545 el retablo mayor del templo, cuyo elevado precio, estipulado por el escultor, no resultó convincente, motivo por el que se recurrió al tasador Francisco Giralte, quien por una rivalidad artística con Juni valoraría la obra en un precio muy inferior al señalado por el tallista. El 12 de febrero de 1545 la Chancillería de Valladolid inició un proceso judicial contra Juni, donde los testigos presentados por las partes atestiguaron la existencia de numerosas obras en Rioseco con el fin de testimoniar la calidad artística del escultor; Carlos Izquierdo Amigo situó equivocadamente entre esas obras a la Virgen Dolorosa, llegando a considerar por su parte la posibilidad de que la «quinta angustia» mencionada en el testamento (que Izquierdo confundió también con la Virgen riosecana al basarse en el texto de Agapito y Revilla) hubiese sido tallada por capricho en vez de por encargo. En el juicio Alonso de la Carrera dijo «haber visto las obras que hizo pa el Almirante don Fadrique difunto en el monasterio de San Francisco de la villa de medina de Rioseco que hacen obras my perfectas e byen acabadas», mientras que el licenciado Balboa señaló «haber visto algunas ovras como el san jeronimo y san sebastian [...] e ziertas figuras del obispo guebara que hizo el dho Juan de Juny», no correspondiéndose ninguna de ellas con la Virgen Dolorosa. En un nuevo pleito con el cabildo de la Iglesia de Santa María La Antigua por las condiciones contractuales del retablo mayor, con fecha del 8 de diciembre de 1573, se constata la gran labor desarrollada por Juni en Rioseco desde su llegada en 1537 ya que en el documento figura un inventario de los bienes «que allare en esta villa del dho Juan de Juny que paresce están en sus casas a la plaça del matadero donde el dho Juan de Juny posaba y tenia su taller [...] e allaron los vienes siguientes una cama de cordel y dos colchones, dos mantas, un cobertor colorado, dos almoadas, una antepuerta, figuras pequeñas, un sombrero de fieltro, un arca de pino, [...] dos modelos de barro el uno de la figura de nuestra señora e otro de la de San Juan al pie de la cruz, [...] una traca en pergamino del rretablo de la iglesya de santa maria, un modelo de zera negra grande hecho pa el dho retablo metido en una caxa de madera, un modelo de varro pequeño de la figura de nra señora de la ascension, modelos en barro, [...]». Esta vasta producción fue otro de los factores que llevaron a Izquierdo a creer erróneamente que Juni era el artífice de la Virgen Dolorosa, afirmando el autor a mayores que entre los modelos citados se podría encontrar una réplica de la imagen.
En el último testamento del escultor, fechado el 8 de abril de 1577, se hace referencia a la devoción que el tallista sentía por la advocación de la Quinta Angustia: «Item mando que me entierre la cofradia y cofrades de nra señora de la quinta angustica desta villa [Valladolid] donde yo soy cofrade con un paño y andas e ynsinias y se les de de limosna un ducado para zera». Debido a que la Ilustre Cofradía Penitencial de Nuestra Señora de las Angustias de Valladolid se puso en contacto hacia 1561 con Juni para la hechura de la talla de la Virgen de las Angustias, Agapito y Revilla, quien creía que la Virgen Dolorosa había sido creada poco antes de 1540 debido a su confusión con la «quinta angustia» mencionada en el testamento firmado en Salamanca, defendió erróneamente que el escultor había replicado la imagen riosecana,: 26  declarando además que el rostro de la Virgen Dolorosa representaba la faz de Catalina de Montoya, primera esposa de Juni:

[...] esta Dolorosa o Quinta Angustia viene a ser así como el modelo, el primer estudio, el tanteo de la que, años después, había de ser la magnífica escultura de la Virgen de los Cuchillos de Valladolid, una de las obras cumbres, como dicen los críticos, de la Escultura castellana. [...] La atribución de la Dolorosa a Juan de Juní, además, está comprobada documentalmente. Lo declaró el mismo artista en un testamento otorgado en el año 1540 en la ciudad de Salamanca, a que he hecho alusión y que confío en que se publicará íntegro en su día; dejaba, en aquella fecha, una imagen de la Quinta Angustia de todo bulto, en la penitencial de la Vera Cruz de Ríoseco. Prueba más irrefutable que esa no puede darse. En consecuencia, poco antes de 1540 labró Juan de Juní la Dolorosa de la penitencial de la Vera Cruz de Medina de Ríoseco, residiendo allí temporalmente; pasó a Salamanca, quizá, y trasladó la residencia a Valladolid, y en esta población se avecina y en ella instala el famoso taller de fuera la  Puerta del Campo, de donde salieron tan hermosas obras; y la Cofradía de la Quinta Angustia y angustias y soledad de Nuestra Señora de los Desamparados, según se llamó en un principio la de las Angustias, le encarga una imagen de la Virgen Dolorosa al pie de la cruz, allá, por 1560. Cofrade de dicha cofradía quiere hacer una obra buena y, aunque ya maestro de cuerpo entero, vuelve los ojos a la obra del mismo tema que veinte años antes, por lo menos, labrara en Ríoseco. [...] Fué la Dolorosa de Ríoseco como el estudio, el ensayo de la magna obra vallisoletana. [...] En la Dolorosa de Ríoseco, la mujer madre que llora y gime; en la Virgen de los Cuchillos de Valladolid, la madre que retuerce su dolor e imponente clama a los cielos.: 26–28 

Atribución a Tomás de Sierra

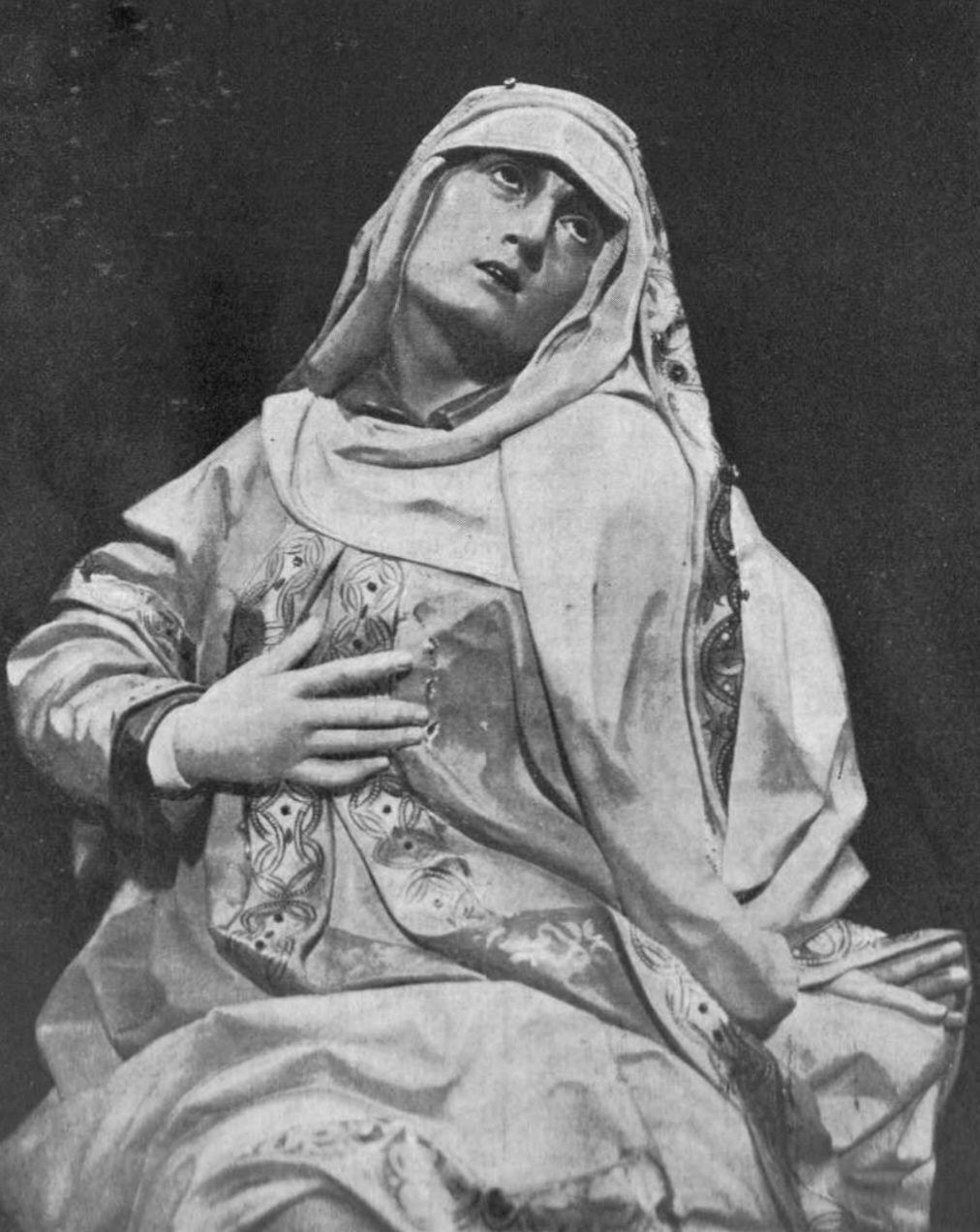
La Virgen Dolorosa en 1939. En esta imagen pueden apreciarse ricos adornos en las cenefas que serían eliminados en 1960.

Con el tiempo los historiadores irían rechazando no solo la datación de Agapito y Revilla sino también la autoría de Juni, demostrándose finalmente que la Virgen riosecana no constituye un antecedente sino una réplica de la talla vallisoletana, tal y como señalan Ramón Pérez de Castro y Virginia Asensio al afirmar que la Virgen Dolorosa es una «magnífica relectura barroca y sensible del original juniano», vinculándose a mayores la talla con el periodo de esplendor de Tomás de Sierra. Al igual que Agapito y Revilla, Esteban García Chico también relacionó en su momento a la Virgen Dolorosa con la producción de Juni, aunque más tarde se alejaría de esta postura para asociarla con Alonso de Rozas, fechándola a finales del siglo xvii. Por su parte, Juan José Martín González destacó la poderosa influencia de la Virgen vallisoletana entre numerosas imágenes pertenecientes a las cofradías castellano-leonesas y adjudicó también la obra inicialmente a Juni, aunque en 1959 rechazaría esta tesis para postular a Tomás de Sierra, maestro establecido en Medina de Rioseco que contó con un famoso taller y tuvo varios vástagos que ejercieron el oficio de escultor.: 56  Vicente Méndez Hernán apoya esta postura y sitúa la talla en torno a 1720, destacando a su vez la difusión del modelo vallisoletano gracias a un grabado realizado por Juan de Roelas.: 19–121  Este cambio de autoría no contó en principio con la aprobación de los riosecanos, quienes llegaron a pedir a Martín González «que se retractase de las ofensas inferidas», perdurando hasta el día de hoy cierto grado de conflicto sobre la paternidad de la pieza pese a la total certeza de que la misma no es obra de Juni.

#### Restauraciones
De acuerdo con Pérez de Castro, la Virgen Dolorosa fue objeto de varias restauraciones desafortunadas que llegarían a ser objeto de denuncia por Ortega Rubio, Agapito y Revilla y García Chico;: 56  concretamente un agresivo intento de restauración efectuado a comienzos del siglo xx ha hecho que en la actualidad resulte imposible realizar un estudio sobre la policromía, elemento que podría haber ayudado a determinar la fecha de la imagen y, por tanto, su autoría.: 29  Ya a finales del siglo xix se había intervenido la talla tal y como apareció publicado en el periódico El Norte de Castilla el 16 de abril de 1884: «[...] primoroso retoque que ha hecho de la Virgen de los Dolores el artista de esta ciudad D. Juan Rodríguez Carretero y otro escultor de Barcelona, cuyo nombre siento ignorar y que han impreso á dicha imágen una expresión de dolor tan significativa y sensible, que no puede mirarse sin despertar los mas tristes sentimientos».: 48  A este respecto, Ortega Rubio mencionó durante un viaje a Medina de Rioseco en 1895 la imagen de la Virgen indicando que «una mano inhábil la ha pintado hace pocos años», mientras que Agapito y Revilla manifestó en 1927 que una mala restauración efectuada en Barcelona había dañado seriamente la policromía: «No me cansaré de decir, sin embargo, que se la ha estropeado vilmente en una restauración que de la imagen perpetraron en Barcelona, si mal no recuerdo».: 48  En 1960 la Hermandad de la Virgen Dolorosa, surgida en el siglo xix tras la desintegración de la Cofradía de la Vera Cruz con motivo de la desamortización, tomó la decisión de llevar a cabo una profunda intervención en la imagen para devolverla a su estado inicial, eligiéndose para ello al riosecano Juan Antonio Novo, radicado en Santander, quien eliminó todas las acciones acometidas sobre la talla hasta dejar prácticamente la madera al descubierto. Tras este proceso se contrató a Gervasio Matiacci Ochoa, quien se trasladó a Valladolid para obtener una paleta de colores lo más similar a la original, aunque no restituyó los finos adornos presentes con anterioridad en los paños. Esta intervención sería elogiada por García Chico, quien criticó con dureza la restauración precedente: «[...] torpemente restaurada en la ciudad Condal, dejándola en estado tan lamentable que más bien parecía una mala obra de cartón piedra recién salida del taller. [...] Por fortuna, en fecha reciente, el señor Novo, artista riosecano, ha llevado a efecto la restauración de tan preciada imagen, con cierto tacto y evidente maestría».: 48 

### Aureola
El influjo del barroco motivó que se añadiesen una corona y un juego de cuchillos realizados en hierro que a finales del siglo xviii serían reemplazados por unos de plata. En 1964, gracias a la ayuda económica de instituciones y particulares debido a que las cuotas de los hermanos de la cofradía no bastaban para cubrir los gastos, se encargó, tras estudiar varios bocetos y presupuestos, una aureola al taller de platería madrileño de Manuel Caderot por un precio de 6470 pesetas, cuantía algo superior a lo inicialmente acordado, siendo la pieza estrenada en la Semana Santa de 1965 junto con un juego de siete cuchillos bañados en plata recientemente adquirido.: 45  El encargo fue realizado por la hermandad con el fin de reemplazar la aureola anterior por otra más acorde a los gustos contemporáneos y que tuviese mayor presencia volumétrica. En un documento de 1964 consta que la sustitución era por «beneficio de la Cofradía y de la Imagen y siempre mirando por el interés de ésta», procediendo el presidente de la Junta Directiva Emilio Manuel Aguilar Matas a la solicitud de bocetos y presupuestos a diferentes plateros; tan solo tres enviaron bosquejos y precios: Ornamentos de Iglesia Flandez, en la calle Mayor de Madrid; Ornamentos Caderot, en el n.º 5 de la Plaza San Martín de Madrid; y el Taller de Platería Vda. de F. González Herrera, en la calle Alfonso XII de Córdoba. Entre las empresas con las que la hermandad se puso en contacto estaba la fábrica de ornamentos para iglesia PAX, si bien la compañía no pudo enviar bocetos ni catálogo al no disponer de ellos, tal y como consta en una carta enviada a la cofradía: «Lamento grandemente no poder atender su petición pero catálogos de los artículos que me pide no tengo ninguno sino que tengo uno general pero es para poder mostrar a los clientes en mi establecimiento, no de propaganda para fuera». La hermandad también se puso en contacto con la Fábrica de Platería y Filigrana Hijos de Manuel Fragero, cuya peculiar respuesta repleja la emigración experimentada en aquel entonces:: 42 

Muy Sr. Mío; al recibo de su carta de fecha de 7 del actual, hemos de informarle que no disponemos de catálogos de coronas y demás ya que hace tiempo hemos evolucionado en nuestra fabricación de orfebrería.

Desgraciadamente los trabajadores especializados se nos van al extranjero, si abonásemos jornales altos en estos trabajos de artesanía las piezas saldrían invendibles y por tanto la única solución para proseguir una tarea iniciada hace noventa años por nuestros abuelos, es la de eliminar todo lo que se pueda trabajar en serie y en ello entra los artículos de iglesia a los que tantos años nos hemos dedicado. Por lo visto de todos los errores actuales y problemas laborales tenemos la culpa los empresarios. Si es así, lo estamos pagando bien.

Sentimos sinceramente que estas circunstancias nos impidan atender a esa Hermandad a la que tanta vocación sentimos (es nuestra querida Virgen de los Dolores del Hospital de S. Jacinto de Córdoba) y ya sabe que puede disponer de nosotros para otra ocasión en que se trate de otra clase de artículos. Muy atte. Le saludan y estrechan su mano: HIJOS DE MANUEL FRAGERO.: 42 

Tras examinar varios diseños la junta se decantó por el taller Caderot en base a lo económico del precio y a los pocos inconvenientes que planteaba el desplazamiento a Madrid frente al traslado a Córdoba pese a ser el taller de Vda. de F. González Herrera la opción más barata. El 12 de noviembre de 1964 la Junta Directiva viajó a Madrid con la aureola anterior para que sirviese de modelo a la hora de tomar medidas, llevando a mayores los cuchillos para que se les aplicase un baño de plata. En el segundo presupuesto, enviado por correo el 24 de noviembre, se informa de que la aureola sería elaborada en plata de ley con baño de oro, todo ello por 6970 pesetas, rebajándose el precio en 500 pesetas tras decantarse la cofradía por eliminar el baño de oro. El 26 de noviembre se aprobó el presupuesto de 6470 pesetas pese a que el precio inicial había sido de 5880 pesetas; el taller argumentó que el incremento de 590 pesetas se debía a que la aureola presentaba un tamaño superior al que creía la hermandad además de mostrar alguna que otra variación.: 42  Durante los meses de enero y febrero de 1965 se produjeron varios contactos entre la cofradía y el taller; en ellos el presidente de la hermandad insistía en que la pieza debía estar terminada para comienzos del mes de marzo, un mes antes de Semana Santa. El 6 de marzo se notificó a la cofradía a través de la Agencia La Unión que la aureola había sido enviada, informándose además de que la empresa había sido traspasada y que los artífices de la pieza fueron José Montesinos e Isidro García, aunque se especifica que el pago debía hacerse a Manuel Caderot debido a que el encargo se había hecho cuando el taller aún estaba en activo (la carta aparece firmada por Montesinos, quien además se ponía a disposición de la cofradía para futuros trabajos, quedando constancia de que posteriormente trabajaría en el taller de Tudanca en Madrid).: 43 
La aureola, muy similar al modelo enviado por el Taller de Platería Vda. de F. González Herrera, fue recibida por la hermandad el 12 de marzo; tras abrir el cajón Manuel Aguilar pudo apreciar que «la aureola se ha realizado más cerrada de la parte de abajo y que tal anchura para nada se corresponde con la de la antigua aureola que sirvió de modelo, además advierte que la nueva aureola tiene mucha más luz y eso no fue lo convenido», remitiendo una carta con esta información al taller ese mismo día en la cual pregunta cómo se puede colocar la pieza en la imagen sin necesidad de tener que enviar la aureola dada la proximidad de la Semana Santa. Finalmente la Virgen Dolorosa pudo salir en procesión con la aureola y los cuchillos recién bañados en plata sin más inconveniente, aunque persistía la problemática de cómo conseguir los fondos necesarios para cubrir los gastos de la orfebrería. En una carta enviada días antes del pago por el presidente de la hermandad consta que aún no se disponía del dinero suficiente ya que en ella se informa de que el abono se efectuaría después del 15 de abril, tras recaudarse las cuotas anuales de los miembros de la cofradía y como consecuencia de haber tenido la hermandad que atender otros gastos.: 43  El dinero necesario se obtuvo después de que la cofradía realizase varias solicitudes por escrito a diversas instituciones y personalidades; una de ellas fue Cayetana Fitz-James Stuart, XVIII duquesa de Alba, quien respondió por escrito lo siguiente:: 45 

La Sra. Duquesa siente manifestarle el no poder complacerle en la ayuda que solicita, ya que son innumerables las obligaciones a las que diariamente ha de atender, principalmente las derivadas de los doscientos doce Patronatos y Fundaciones pertenecientes a su casa, obras benéficas, Colegios de Salesianos, Obra Luisa de Marillac, etc... aparte de la infinidad de personas muy pobres que constantemente acuden a ella, lamentando muy sinceramente, por todos estos motivos, no haber podido acceder a sus deseos. Madrid, 21 de mayo de 1964.: 45 

### Andas
También en 1964 la Junta Directiva de la hermandad abordó la posibilidad de construir unas andas nuevas para procesionar la imagen. Tras mantener contacto mediante correspondencia con Talleres de Arte Andrés Novo, empresa radicada en Santander y propiedad del riosecano Andrés Novo Cuadrillero (quien años antes había restaurado la Virgen Dolorosa), la hermandad recibió el presupuesto de la obra: «Estas andas, construidas en madera de pino de Soria, ricamente talladas y doradas con panes de oro de 22 quilates, con cuatro varales, tapizados, etc., importarían aproximadamente de NOVENTA a CIEN MIL pesetas. Naturalmente este estudio está calculado para hacer un trabajo digno, dentro del orden escultórico de la imagen». Debido a que el presupuesto excedía los límites de la cofradía, nuevamente se enviaron cartas solicitando ayuda económica a personalidades del mundo de la política, entre ellas Manuel Fraga, entonces Ministro de Interior y Turismo, quien envió la siguiente respuesta el 7 de abril de 1964: «Recibo su carta y aún cuando en este Ministerio se carece de fondos para este tipo de subvenciones, no obstante en mi deseo de ayudarle a resolverle el problema le remito la cantidad de 5.000 ptas. para cooperar a la construcción de las andas para la imagen titular de esa Hermandad. Atentamente le saluda, Manuel Fraga Iribarne». Finalmente las andas no llegarían a elaborarse tal y como consta en una carta enviada a Andrés Novo en la que se hace constar que «consultados los componentes de esta Hermandad, estos han manifestado no poder realizar nuestros deseos por carecer de fondos», empleándose las 5000 pesetas donadas por Fraga para costear parte de la aureola.: 45–46 
Las actuales andas fueron elaboradas entre 2013 y 2014 ante el deterioro de las anteriores, obra de Juan Rodríguez Carretero en el siglo xix y seriamente afectadas por la carcoma, aunque varios elementos de las mismas (molduras, filigranas, palotes y motivos ornamentales en general) fueron reutilizados en las nuevas, ligeramente más largas (24 cm) para dotar a los cargadores de más espacio. La estructura, de madera de pino de Soria de primera calidad, fue realizada por Ebanistería y Carpintería JSC (propiedad de los riosecanos Juan Carlos Salán y Jesús Cano) bajo supervisión de una comisión creada para tal efecto y arquitectónica y estilísticamente sigue de manera fiel el modelo anterior, habiéndose tenido en cuenta para su fabricación los relieves precedentes, las cabezas de la Virgen (seis en total) presentes en los palotes y las otras cuatro ubicadas en la parte inferior de la peana, todo ello sometido a un proceso de restauración y limpieza, llevándose a cabo en los bordes un tallado a mano igual al de las andas anteriores y reparándose así mismo la cruz situada en la parte posterior. El coste del nuevo paso procesional, adornado con faroles estrenados en 2000, supuso para la hermandad un desembolso de 17 000 euros obtenidos gracias a La Caixa y, sobre todo, al cobro de una cuota extraordinaria de 55 euros a los 257 miembros de la cofradía.

## Descripción
La Virgen, de bulto redondo y a tamaño natural, se muestra abatida por el dolor al pie de un peñasco, completamente sola y con una disposición helicoidal del cuerpo con el fin de remarcar el grado de ansiedad producto del estado de trance en el que se encuentra sumida. La pierna derecha se halla casi extendida del todo mientras que la izquierda está flexionada y hacia atrás, gesto que provoca un pronunciado arqueamiento del tronco hacia el lado izquierdo, con el hombro de este lado claramente adelantado respecto al otro. La disposición de ambas piernas guarda consonancia en cierta forma con los brazos ya que el derecho se apoya en el pecho en señal de desconsuelo mientras que el izquierdo se halla estirado hacia la parte posterior y oculto por el manto, con la mano parcialmente tapada como la talla de Juni, quien tenía por costumbre cubrir partes anatómicas con pañería, destacando en este aspecto diversas obras: la María Magdalena del Santo Entierro (1541-1544) del Museo Nacional de Escultura; la Virgen de la Esperanza (c. 1550) de la Iglesia de Santiago de Allariz; el relieve de la Virgen de la Piedad (1550-1560) del retablo de la Capilla de los Alderete en la Iglesia museo de San Antolín de Tordesillas; el San Juan del Calvario de Ciudad Rodrigo (1556-1557) del Museo Nacional de Escultura; y la María de Cleofás del Santo Entierro (1566-1571) de la Catedral de Segovia.
La carga emocional radica en la cabeza, elevada, con la boca ligeramente abierta y mirada implorante de gran viveza gracias a que los ojos son de cristal,: 29  estando la obra caracterizada en líneas generales por una composición piramidal y compacta, si bien a diferencia de la escultura vallisoletana la de Rioseco no posee el mismo nivel de desgarro, por lo que no se refleja tanto patetismo en la expresión facial. La imagen, muy similar a nivel plástico a la talla de Santa Ana de la residencia de ancianos de Medina de Rioseco (atribuida durante años a Juni),: 29  luce ropajes superpuestos consistentes en una camisa de color azul ultramar, una túnica granate, una toca en color marfil y un manto del mismo tono que la túnica con cenefa dorada apoyado en el hombro izquierdo el cual cae por la parte posterior y se recoge entre las piernas, luciendo los paños una gran cantidad de drapeados en forma de arista que dotan a la imagen de gran movimiento. A diferencia de la Virgen de Juni, la riosecana no tiene la mano hundida en el pecho, por lo que no se producen tantos pliegues como en la imagen vallisoletana, destacando alrededor siete cuchillos en referencia a los siete dolores. Por su parte, la aureola se compone de tres franjas circulares concéntricas de diferentes tamaños; la de menores dimensiones, ubicada en la zona inferior, muestra unas nubes de formas sencillas, mientras que la del medio se compone de varios rayos de luz que tienden a agruparse de siete en siete creando una estructura piramidal, con el rayo de mayor longitud coronado por una estrella de seis puntas, constituyendo todas ellas la tercera y más grande franja.

## Legado
La Virgen Dolorosa se erige como una de las réplicas más importantes de la Virgen de las Angustias, siendo descrita por Asensio y  Pérez de Castro como «quizás [...] la Dolorosa [...] que mejor represente, en una sola talla, toda la tragedia y la belleza plástica de la Semana Santa riosecana». La Virgen tuvo el honor de participar en 2003 en la exposición El Árbol de la Vida, XI edición de Las Edades del Hombre celebrada en Segovia, y en la exhibición Civitatis Domina. La Virgen de las Angustias y las gentes de Castilla, celebrada en 2009 en la Sala Municipal de Exposiciones del Teatro Calderón en Valladolid, siendo a su vez objeto de una pintura de Miguel Ángel Soria exhibida en la muestra Virgen de Pasión, oficiada en 2017 en el Salón de Pasos de la Ilustre Cofradía Penitencial de Nuestra Señora de las Angustias de Valladolid. Del mismo modo, la Virgen Dolorosa cuenta con una digitalización en 3D realizada por Sinecal Ibérica además de tener varios poemas dedicados por José Miguel Nanclares Velázquez,: 69  José Antonio Pizarro,: 50–51  Nazario Brizuela Rodríguez,: 50  Jesús Pizarro Rodríguez: 50  y Godofredo Garabito Gregorio.: 38 
Poseedora de una hermandad propia: 56  y protagonista de los carteles de la Semana Santa riosecana de 1981, 2009, 2010 y 2022, la imagen figura en relieve en las medallas de los miembros de la cofradía, elaboradas en plata y sostenidas con un cordón de hilo entrelazado morado rematado en borla. Procesionada en último lugar la tarde del Jueves Santo en la Procesión del Mandato, su paso es portado por un total de doce hermanos, todos ellos mayores de 16 años, siendo obsequiada con una Salve al final del desfile, el cual culmina a las puertas de la Iglesia de Santiago, donde con motivo del Vía Crucis del Miércoles Santo se produce el encuentro entre la Virgen Dolorosa y el Cristo del Amparo.